# ロベルト・プロッセダ
- ロベルト・プロセッダ

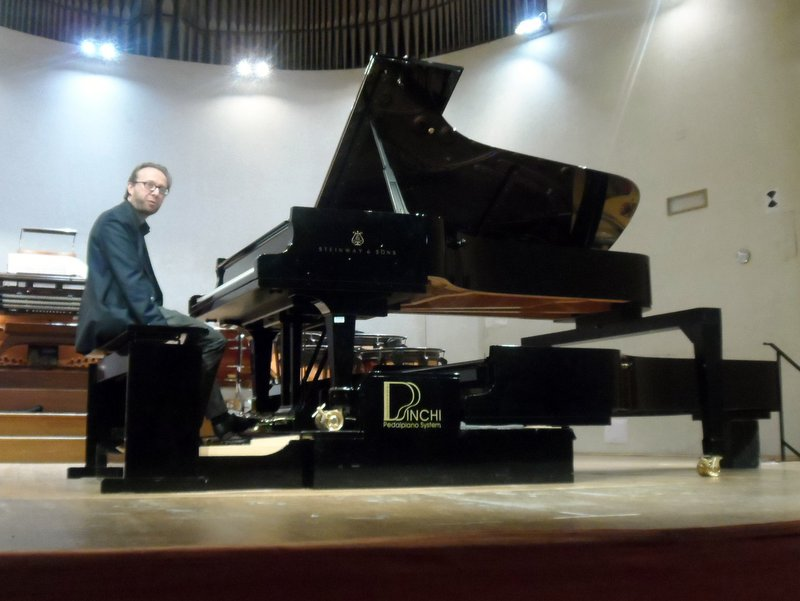
ロベルト・プロッセダ
（2013年11月フィレンツェにて）

ロベルト・プロッセダ（Roberto Prosseda, 1975年5月7日 - ）は、イタリア出身のピアノ奏者。

## 経歴
ラティーナの出身。イモラのピアノ・アカデミーでアレクサンダー・ロンクヴィッヒ、ボリス・ペトルシャンスキー、フランコ・スカーラの各氏にピアノを学び、カデナッビアの国際ピアノ財団でドミトリ・バシュキロフ、レオン・グラント・ナボレ、チャールズ・ローゼン、カール・ウルリヒ・シュナーベル、フー・ツォンの各氏の薫陶を受けた。2001年にミラノのウンベルト・ミケーリ国際ピアノ・コンクールで優勝した他、ドルトムントのフランツ・シューベルト国際ピアノ・コンクール、テルニのアレッサンドロ・カサグランデ国際ピアノ・コンクール、ザルツブルクのモーツァルト国際ピアノ・コンクールなどで入賞している。

## 註
| スタブアイコン | サブスタブ | この項目は、まだ閲覧者の調べものの参照としては役立たない、音楽関係者（バンド等）に関連した書きかけの項目です。この項目を加筆・訂正などしてくださる協力者を求めています（P:音楽/PJ:芸能人）。 |